# Negatywny podatek dochodowy
Negatywny podatek dochodowy lub ujemny podatek dochodowy (ang. negative income tax,  NIT) – koncepcja systemu osobistego podatku dochodowego, w którym podatnicy osiągający dochód poniżej określonego progu otrzymują wypłaty wyrównujące (zwykle częściowo) różnicę pomiędzy osiągniętym dochodem (choćby zerowym), a kwotą wyżej wspomnianego progu dochodowego.

## Opis
Koncepcja NIT została opracowana w latach 40. XX wieku przez Juliet Rhys-Williams. Chodziło o dofinansowanie ludzi najmniej zarabiających, którym nie przysługiwało prawo do zasiłku dla bezrobotnych. Ulgi podatkowe nie były wystarczające, aby zapewnić minimum socjalne najniżej uposażonym osobom pracującym. Wypłata NIT była zasadna ekonomicznie, gdyż państwo płaciło mniej niż w przypadku kwoty zasiłku dla osoby bezrobotnej (nie dotyczy to sytuacji, kiedy państwo w ogóle nie wypłaca zasiłku dla bezrobotnych). NIT był też formą wspierania mniej zamożnych pracodawców.
Problematyką NIT zajmował się także Milton Friedman w pracy Capitalism and Freedom (1962), widząc jej użyteczność w zapewnieniu stabilizacji ekonomicznej. Noblista Friedman był zwolennikiem emisji pieniądza proporcjonalnej do wzrostu gospodarczego. Wprowadzenie NIT sprzyjałoby utrzymaniu efektywnego popytu na właściwym poziomie, zapewniającym zbyt wyprodukowanym towarom.
NIT towarzyszy zwykle progresywnemu podatkowi dochodowemu. Immanentną częścią koncepcji jest istnienie progu opodatkowania; po przekroczeniu tego progu podatnik odprowadza ustalony podatek, którego procentowa wartość, zgodnie z założeniem podatku progresywnego, rośnie wraz ze wzrostem dochodu (po przekroczeniu kolejnych progów). Jeśli dochód potencjalnego podatnika nie przekroczy najniższego progu, to różnicę między progiem a dochodem wypłaca mu państwo. Według pomysłu Friedmana miała to być jedynie część tej różnicy. 
Pomimo że NIT kłóci się z zasadami ekonomicznego liberalizmu, miał zwolenników także wśród ekonomistów liberalnych, np. wspomnianego wyżej Friedmana czy też Edmunda Phelpsa – laureata ekonomicznej Nagrody Nobla w 2006 roku. Na niewielką  skalę NIT wdrażany był w USA w latach 70. XX wieku. Negatywny podatek dochodowy (z wieloma ograniczeniami, m.in. uzależniony od wieku podatnika i posiadania przez niego dzieci) funkcjonuje w Izraelu.
Negatywny podatek dochody może zniechęcać jego beneficjentów do pracy w celu zwiększenia swoich dochodów. 